# 長沙市周南中学
長沙市周南中学（ちょうさししゅうなんちゅうがく）は、中華人民共和国湖南省長沙市開福区芙蓉北路にある公立の高等学校。略称は周南中学。

## 典拠
「周南」の典拠は、『詩経』の「周南」にある一文である。

## 沿革
- 1905年（光緒31年）朱剣凡創設の「周家私塾」、1907年（光緒33年）創設の女子学校「周南女学堂」の流れをくむ旧制中学校「周南女子師範学堂」を前身とする[1]。
- 1908年、縫紉、音楽、体操が設立。
- 1912年、湖南私立周南女子師範学校を創設する。
- 1916年、学校が休校する。
- 1919年、湖南私立周南女子中学に改称。
- 1927年、長沙の「馬日事変」後、朱剣凡校長は長沙市政府に指名手配され、学校は閉鎖された。
- 1928年、学校は授業を再開した。
- 1929年、湖南私立周南女子中学に改称。
- 1930年、学校が高級中学を創立する。
- 1938年8月、日中戦争のため、学校は安化県に移転。
- 1945年、日中戦争終結により、長沙の元の敷地に戻る。
- 1949年、学校は湖南省軍管会に接収され、学校は私立学校を終了した。
- 1951年、湖南省立周南女子中学に改称。
- 1952年9月、湖南省長沙市第一女子中学に改称。
- 1955年、長沙市第四中学に改称。
- 1968年、学校は男女兼用になり、男女混合学校になった。
- 1969年9月29日、湖南省長沙市第四中学に改称。
- 1971年春、学校は長沙県高塘嶺（現在の望城区）に分校を設立し、農場を設立した。
- 1974年、分校が廃校となり、校舎は長沙市人民政府が湘江師範に渡した。
- 1977年、農場が中止された。
- 1984年、学校は「長沙市周南中学」と復名した。
- 1998年8月、分校が設立された。
- 2003年、新校区が建設された。
- 2005年、周南実験中学を創立した。
- 2014年、周南梅渓湖中学校を創立した。

## 校訓
- 誠朴、健美、篤学、奮進

## 施設概要
- 唯誠教学楼
- 唯勇教学楼
- 唯朴教学楼
- 図書館
- 体育館
- 実験楼
- 学生公寓
- 学校食堂

## 領導
- 学長：翁光竜
- 党委書記：潘永明

## 著名な出身者
- 楊開慧
- 熊婉楽
- 向警予（中国語版）
- 蔡暢（中国語版）
- 鍾掘（中国語版）、中国工程院院士。
- 肖先瓊、水利学者。
- 熊子萍、物理学者。
- 唐光後、物理学者。
- 劉蘇生、地質学者。
- 胡佩方、作家。
- 丁玲、作家。
- 趙如蘭（中国語版）、音楽学者、中央研究院院士。
- 羅天蟬、歌手。
- 廖静文（中国語版）、芸術家。
- 鍾期栄（中国語版）、裁判官。